# Adinandra poilanei
Adinandra poilanei là một loài thực vật có hoa trong họ Pentaphylacaceae. Loài này được Gagnep. mô tả khoa học đầu tiên năm 1942.